# Sciurini
Gli Sciurini Fischer de Waldheim, 1817, noti comunemente come scoiattoli arboricoli, sono una delle due tribù in cui viene suddivisa la sottofamiglia degli Sciurini (Sciurinae). In essa vengono riuniti tutti gli Sciuridi arboricoli dalla corporatura slanciata e con la coda lunga pressappoco quanto il corpo.

## Descrizione
Il muso è corto e appuntito, e la fronte ampia; le vibrisse, lunghe e simili a mustacchi, sono disposte in cinque serie longitudinali. Le orecchie sono piuttosto lunghe e talvolta ornate da ciuffetti di peli; la coda, dalla radice all'estremità, è rivestita da folti peli, che la fanno sovente apparire simile a un pennacchio. Il pollice è rudimentale e munito per lo più di un'unghia piatta; il quarto dito anteriore e quello posteriore sono i più sviluppati. Il cranio, osservato dall'alto, ha forma ellittica, mentre di profilo appare fortemente arcuato, con ossa nasali diritte; mencano le tasche guanciali. Gli incisivi sono molto compressi sui lati; il primo molare superiore è piccolissimo oppure mancante.

## Distribuzione e habitat
I rappresentanti di questa tribù sono diffusi in tutto l'emisfero boreale e in Sudamerica, a eccezione delle regioni meridionali.
Occupano le foreste di ogni genere, da quelle boreali a quelle pluviali tropicali.

## Biologia
Gli Sciurini sono animali dotati di una spiccatissima abilità nell'arrampicarsi e nel compiere balzi, e vivono in prevalenza sugli alberi, sui quali edificano i propri nidi rotondi. Le robuste zampe posteriori, più lunghe di quelle anteriori, permettono loro di muoversi con la stessa agilità e sveltezza sia mentre salgono e scendono lungo i tronchi degli alberi, sia quando corrono a terra, sia, infine, mentre saltano da un albero all'altro. Mangiano semi, frutti, germogli e cibo di natura animale, e spesso tengono il cibo stretto con le mani mentre siedono sulle zampe posteriori. Sebbene non cadano in un vero e proprio letargo, nella stagione fredda diventano pigri e sonnacchiosi, e spesso non abbandonano il nido per un periodo di parecchi giorni.

## Tassonomia
La tribù comprende 5 generi, e di questi lo Sciurus, con 28 specie, è senza dubbio il gruppo più vario dell'intera famiglia. Tale genere è rappresentato in Europa da una sola specie: lo scoiattolo rosso eurasiatico (Sciurus vulgaris):
- Genere Microsciurus J. A. Allen, 1895

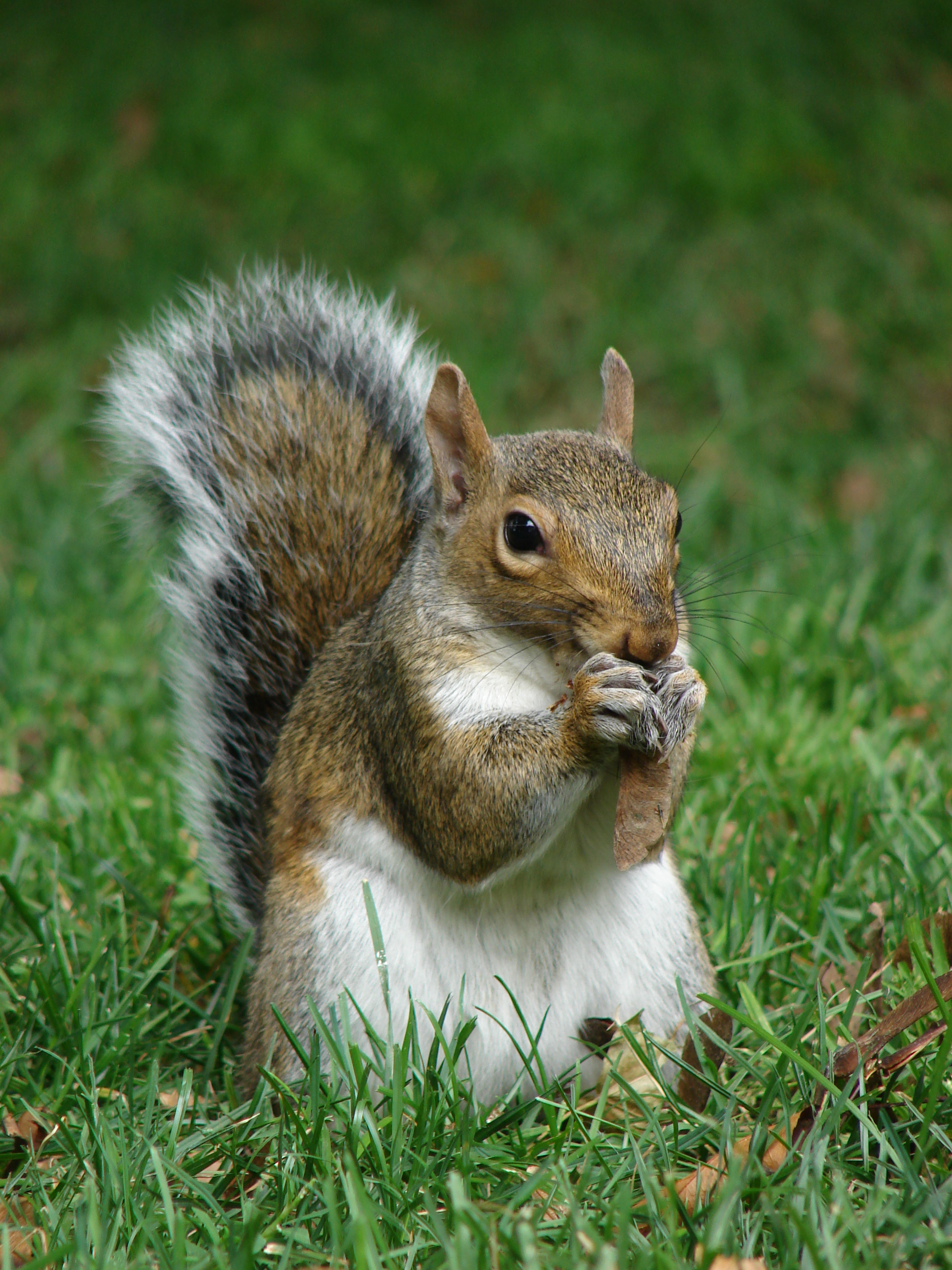
Scoiattolo grigio orientale.

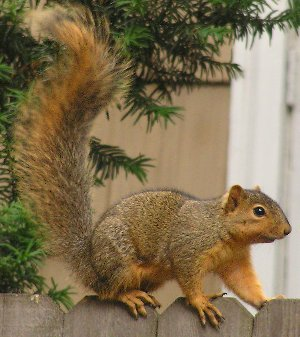
Scoiattolo volpe orientale.

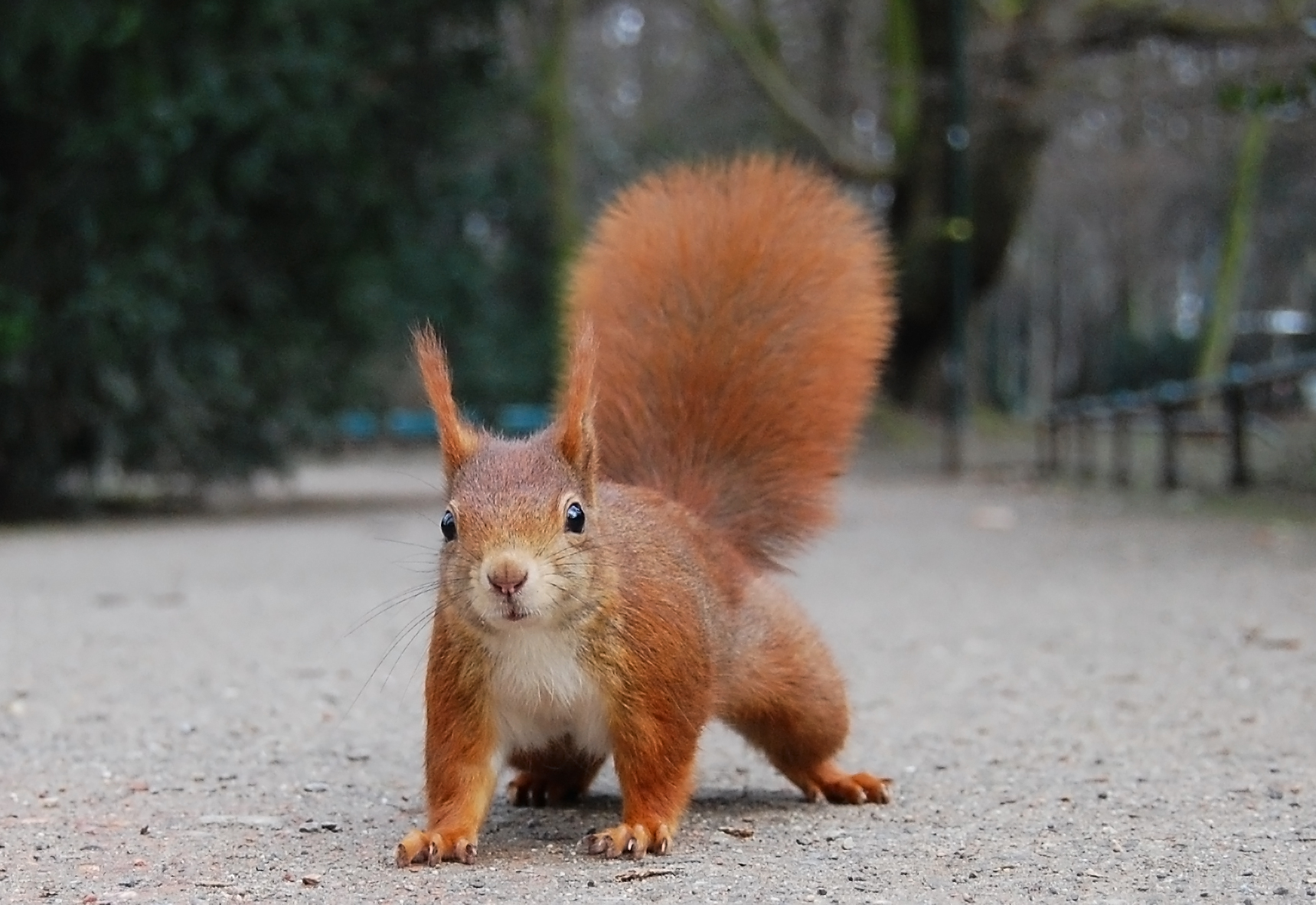
Scoiattolo rosso eurasiatico.

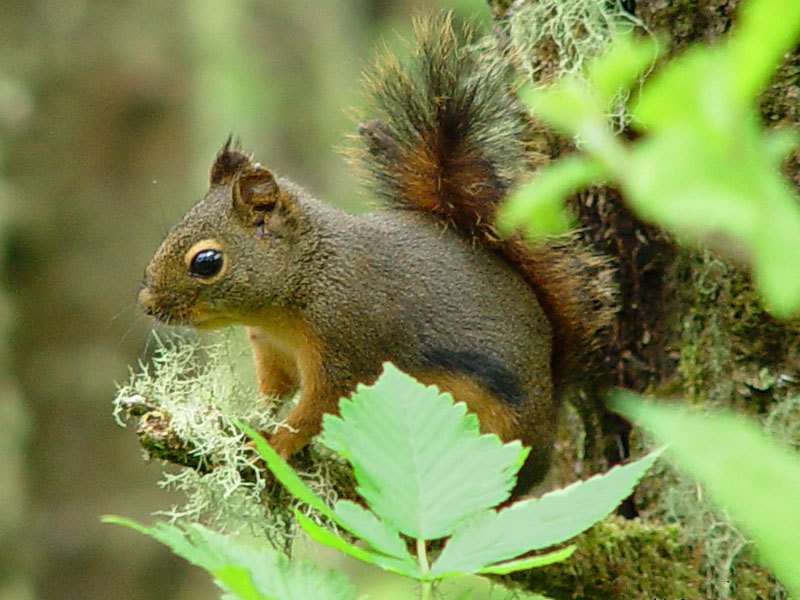
Scoiattolo di Douglas.

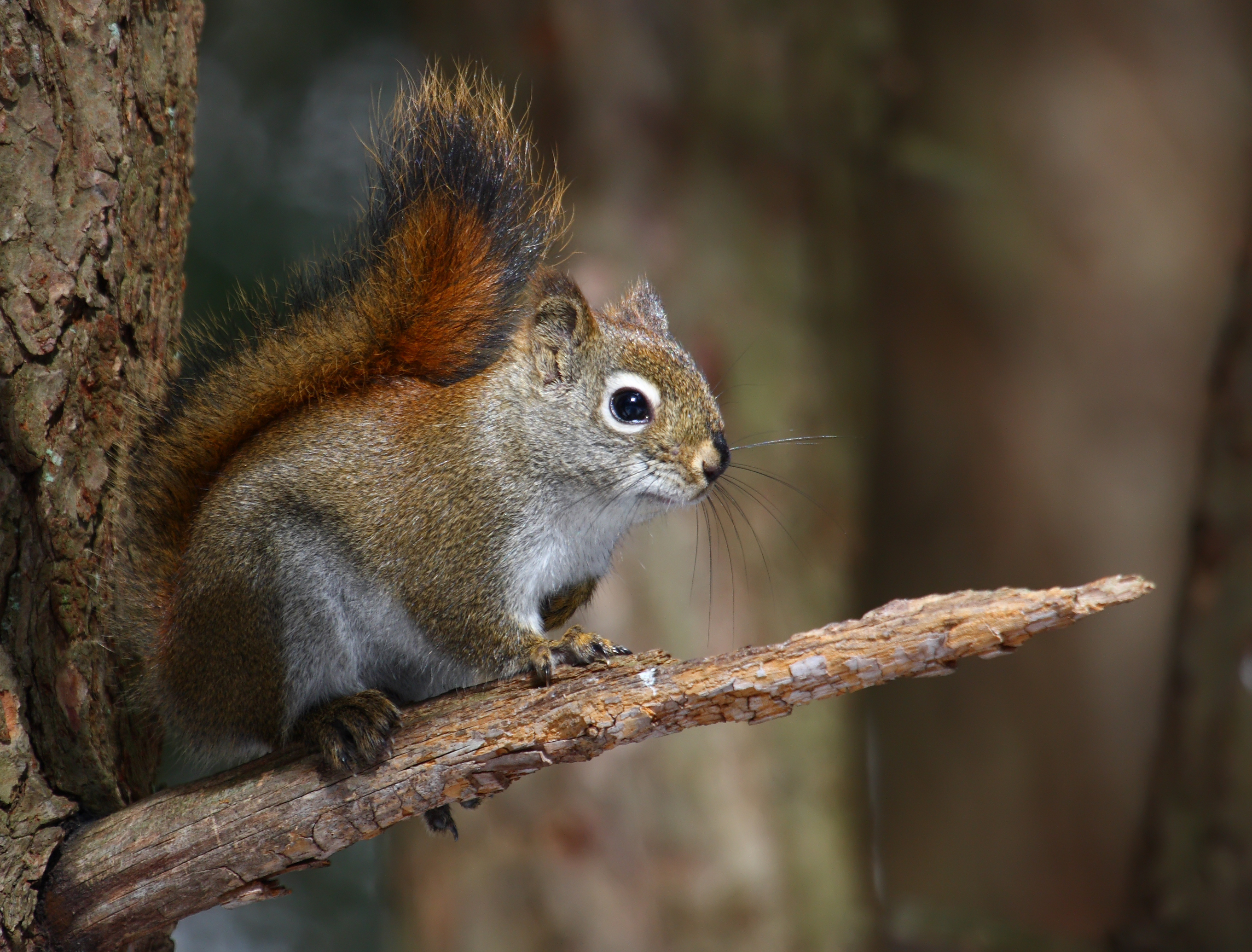
Scoiattolo rosso.

  - Microsciurus alfari (J. A. Allen, 1895) - scoiattolo nano del Centroamerica;
  - Microsciurus flaviventer (Gray, 1867) - scoiattolo nano dell'Amazzonia;
  - Microsciurus mimulus (Thomas, 1898) - scoiattolo nano occidentale;
  - Microsciurus santanderensis (Hernandez-Camacho, 1957) - scoiattolo nano di Santander.
- Genere Rheithrosciurus Gray, 1867
  - Rheithrosciurus macrotis (Gray, 1856) - scoiattolo terricolo dal ciuffo.
- Genere Sciurus Linnaeus, 1758
  - Sottogenere Sciurus Linnaeus, 1758
    - Sciurus alleni Nelson, 1898 - scoiattolo di Allen;
    - Sciurus arizonensis Coues, 1867 - scoiattolo grigio dell'Arizona;
    - Sciurus aureogaster F. Cuvier, 1829 - scoiattolo dal ventre rosso;
    - Sciurus carolinensis Gmelin, 1788 - scoiattolo grigio orientale;
    - Sciurus colliaei Richardson, 1839 - scoiattolo di Collie;
    - Sciurus deppei Peters, 1863 - scoiattolo di Deppe;
    - Sciurus lis Temminck, 1844 - scoiattolo del Giappone;
    - Sciurus nayaritensis J. A. Allen, 1890 - scoiattolo volpe del Messico;
    - Sciurus niger Linnaeus, 1758 - scoiattolo volpe orientale;
    - Sciurus oculatus Peters, 1863 - scoiattolo di Peters;
    - Sciurus variegatoides Ogilby, 1839 - scoiattolo variegato;
    - Sciurus vulgaris Linnaeus, 1758 - scoiattolo rosso eurasiatico;
    - Sciurus yucatanensis J. A. Allen, 1877 - scoiattolo dello Yucatan;

  - Sottogenere Otosciurus Nelson, 1899
    - Sciurus aberti Woodhouse, 1853 - scoiattolo di Abert;

  - Sottogenere Guerlinguetus Gray, 1821
    - Sciurus aestuans Linnaeus, 1766 - scoiattolo della Guiana;
    - Sciurus gilvigularis Wagner, 1842 - scoiattolo dalla gola gialla;
    - Sciurus granatensis Humboldt, 1811 - scoiattolo dalla coda rossa;
    - Sciurus ignitus (Gray, 1867) - scoiattolo della Bolivia;
    - Sciurus pucheranii (Fitzinger, 1867) - scoiattolo delle Ande;
    - Sciurus richmondi Nelson, 1898 - scoiattolo di Richmond;
    - Sciurus sanborni Osgood, 1944 - scoiattolo di Sanborn;
    - Sciurus stramineus Eydoux e Souleyet, 1841 - scoiattolo di Guayaquil;

  - Sottogenere Tenes Thomas, 1909
    - Sciurus anomalus Gmelin, 1778 - scoiattolo del Caucaso;

  - Sottogenere Hadrosciurus J. A. Allen, 1915
    - Sciurus flammifer Thomas, 1904 - scoiattolo flammeo;
    - Sciurus pyrrhinus Thomas, 1898 - scoiattolo rosso di Junín;

  - Sottogenere Hesperosciurus Nelson, 1899
    - Sciurus griseus Ord, 1818 - scoiattolo grigio occidentale;

  - Sottogenere Urosciurus J. A. Allen, 1915
    - Sciurus igniventris Wagner, 1842 - scoiattolo rosso dell'Amazzonia settentrionale;
    - Sciurus spadiceus Olfers, 1818 - scoiattolo rosso dell'Amazzonia meridionale.
- Genere Syntheosciurus Bangs, 1902
  - Syntheosciurus brochus Bangs, 1902 - scoiattolo di montagna di Bangs.
- Genere Tamiasciurus Trouessart, 1880
  - Tamiasciurus douglasii (Bachman, 1839) - scoiattolo di Douglas;
  - Tamiasciurus hudsonicus (Erxleben, 1777) - scoiattolo rosso;
  - Tamiasciurus mearnsi Townsend, 1897 - scoiattolo di Mearns.